# Steinbeck an der Luhe

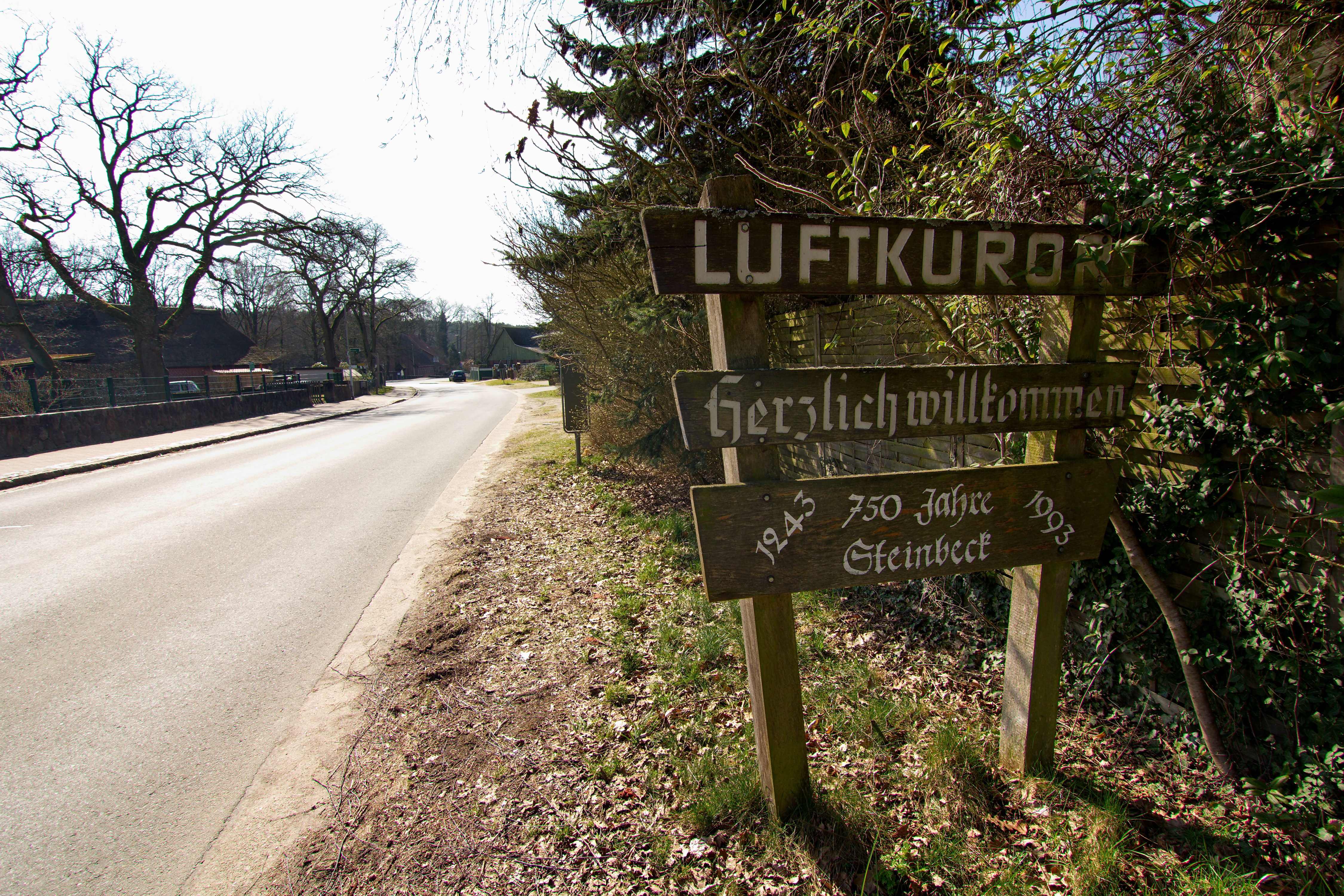
Ortsblick

Steinbeck an der Luhe (niederdeutsch/plattdüütsch Stimbeck) ist ein Ortsteil der Gemeinde Bispingen im Landkreis Heidekreis in Niedersachsen.

## Geographie
Steinbeck gliedert sich in die Gemarkungen: Grevenhof, Lütten Stimbeck, Druhwald, Spöktal und Ankara, umfasst ein Gebiet von 18,35 km² und hat 810 Einwohner per 2005. Von der Fläche her ist der Ort der zweitgrößte der Gemeinde nach Bispingen selbst.
Der Ortskern von Steinbeck befindet sich an einer Erhebung fünf Kilometer nordöstlich von Bispingen. Die Anwesen und Gebäude verteilen sich hauptsächlich auf einer Länge von etwa drei Kilometern entlang der Hauptstraße, die Steinbeck im Westen mit Hützel und im Osten mit Schwindebeck verbindet. Diese verläuft parallel auf etwa gleicher Höhe zum Flusstal der Luhe.
Die höchste Erhebung ist der Hollhorstberg (106 m ü. NN) im Norden.

## Geschichte
Erstmals erwähnt als Stenbeke 1243 im Kloster Scharnebeck. Das Dokument war die Planung eines Klosters in Steinbeck, welches aber nie errichtet wurde.
Die Marinewerft Wilhelmshaven pachtete im Jahre 1936 den Druhwald, um dort eine getarnte Fabrik zur Fertigung von Seeminen auf einer Fläche von rund 275 Hektar zu betreiben. Nach Kriegsende wurden diese Betriebsstätten inklusive des Inventars weitgehend gesprengt.
Am 16. März 1974 wurde die Gemeinde Steinbeck (Luhe) (damalige offizielle Schreibweise) in die Gemeinde Bispingen eingegliedert.

## Politik
Ortsvorsteherin ist seit November 2016 Kerstin Lunau.

## Kultur und Sehenswürdigkeiten

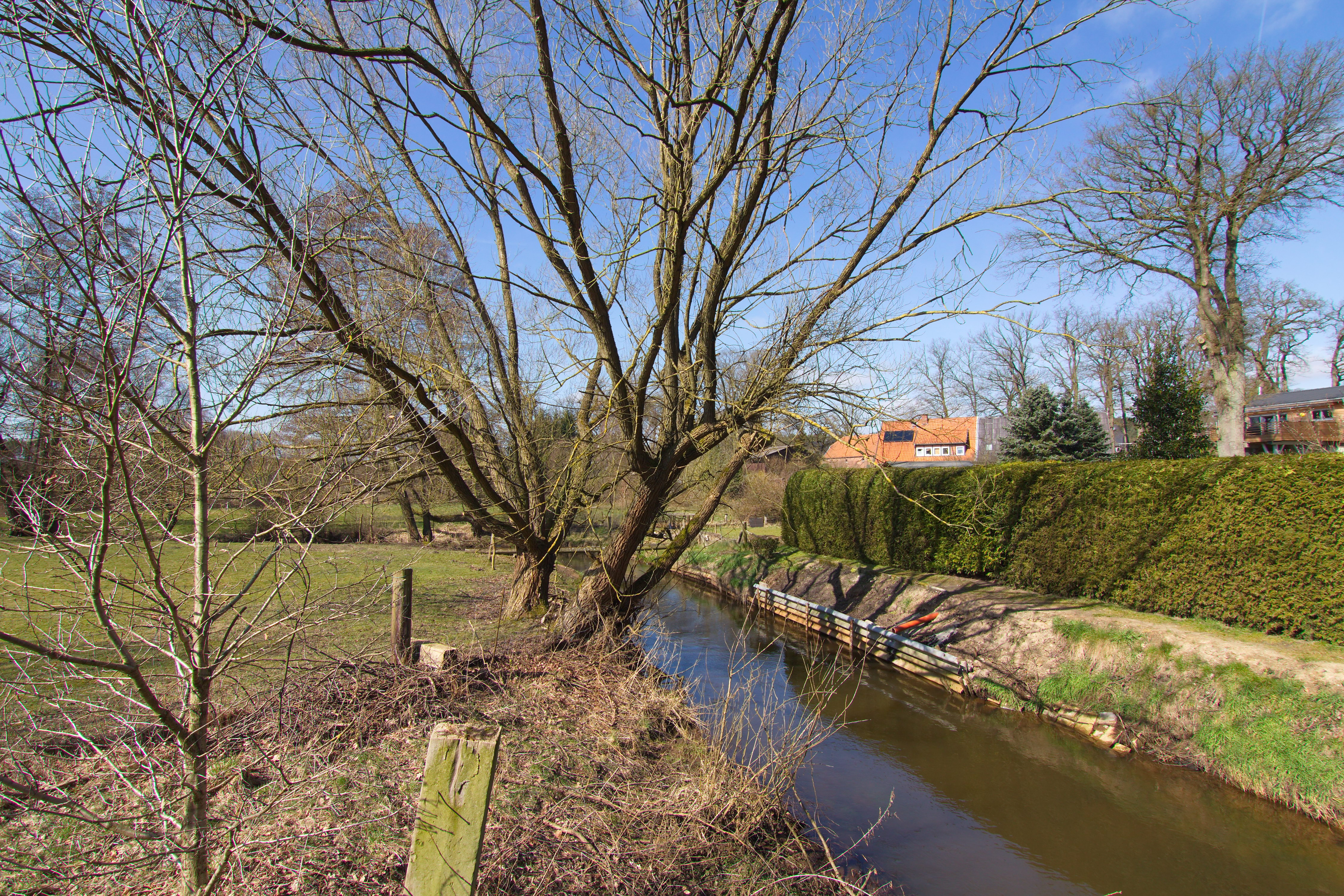
Blick auf die Luhe

### Grünflächen und Naherholung
Rund um Steinbeck herum gibt es diverse Waldwanderwege. Beliebt ist im Sommer der Badeteich im Süden, genauso wie die Luhe für Kanufahrten.

### Sport
Es gibt einen Sportverein, den TuS Steinbeck, sowie eine Spielgemeinschaft mit den Nachbarorten Bispingen und Hützel, die nach den Initialen dieser als SG BHS bezeichnet wird.

### Regelmäßige Veranstaltungen
Berühmt ist Steinbeck durch das alljährlich am zweiten Sonntag im September stattfindende Erntefest. Höhepunkt ist der am Sonntag des Festwochenendes stattfindende Umzug. Dabei wird landwirtschaftliches Gerät (Traktoren und Anhänger) von den Einwohnern kunstvoll mit der Ernte der umliegenden Felder geschmückt, allen voran mit Dahlien. Dem Umzug voran geht die Erntekönigin mit der Erntekrone. Er beginnt im Ortskern, führt hinaus bis zur Grenze nach Grevenhof, wo zuvor am Morgen ein Erntegottesdienst in plattdeutscher Sprache abgehalten wurde, dann durch den gesamten Ort zurück bis zum anderen Ende des Dorfes Richtung Hützel. Das Erntefest zieht jedes Jahr mehrere tausend Besucher aus ganz Deutschland an.

## Wirtschaft und Infrastruktur
Die Einwohner Steinbecks lebten seit Beginn mehrheitlich von der Landwirtschaft. Auch heute gibt es noch mehrere Betriebe, jedoch verlieren diese wie anderswo an Bedeutung. In den letzten Jahren hat sich Steinbeck zu einem attraktiven Wohnort für junge Familien entwickelt, da die Nähe zu Hamburg einerseits und der hohe Erholungswert andererseits eine hohe Lebensqualität für Pendler sichern.
In Steinbeck befindet sich ein Kindergarten.
Die Freiwillige Feuerwehr übernimmt den Brandschutz des Ortes.